# Otto (margrabia Miśni)
Otto (zm. w 1067) – hrabia Weimaru, od 1062 margrabia Miśni.

## Życiorys
Wilhelm był jednym z młodszych synów hrabiego Weimaru Wilhelma III oraz Ody, córki margrabiego Łużyc Thietmara II. Był panem na Orlamünde. Po śmierci swego starszego brata Wilhelma IV w 1062 r. objął marchię miśnieńską. Obiecał arcybiskupom Moguncji, że zmusi Turyńczyków do płacenia im dziesięciny. Zmarł nie pozostawiając męskiego potomka.

## Rodzina
Żoną Ottona była Adela, córka hrabiego Louvain Lamberta II. Z małżeństwa tego pochodziły trzy córki:
- Kunegunda, żona księcia wołyńskiego i turowskiego Jaropełka Piotra, następnie hrabiego Beichlingen Kunona, a następnie margrabiego Miśni i Łużyc Wiprechta z Grójca,
- Adelajda, żona hrabiego Ballenstedt Albrechta (babka Albrechta Niedźwiedzia), następnie palatyna Lotaryngii Hermana II, a następnie palatyna reńskiego Henryka II,
- Oda, żona margrabiego Miśni Ekberta II.

Po śmierci Ottona Adela poślubiła margrabiego Łużyc Dedo I.